# حاملة مسيرات
حاملة المسيرات هي سفينة مأهولة أو غير مأهولة ومجهزة بمنصة طيران يمكن للمسيرات ( المركبات الجوية غير المأهولة ) الإقلاع والهبوط عليها. يمكن أن تكون هذه السفينة مدنية أو عسكرية. هناك أيضًا حاملات أخرى للمركبات تحت الماء غير المأهولة والمركبات السطحية غير المأهولة.
باعتبارها سفينة بحرية، فإن حاملة المسيرات قادرة على إطلاق والتقاط مسيرات قتالية دون الحاجة إلى حاملات طائرات كبيرة ومكلفة.
في مارس 2013، بدأت وكالة مشاريع الأبحاث الدفاعية المتقدمة جهودها لتطوير أسطول من السفن البحرية الصغيرة القادرة على إطلاق واسترجاع الطائرات بدون طيار القتالية دون الحاجة إلى حاملات طائرات كبيرة ومكلفة.
في نوفمبر 2014، قدمت وزارة الدفاع الأمريكية طلبًا مفتوحًا للحصول على أفكار حول كيفية بناء حاملة طائرات محمولة جوًا يمكنها إطلاق واسترجاع الطائرات بدون طيار باستخدام الطائرات العسكرية الموجودة مثل B-1B أو B-52 أو C-130.